# Revolución de Asturias de 1934
La Revolución de Asturias fue una insurrección obrera ocurrida en Asturias en el mes de octubre de 1934 que formaba parte de la huelga general revolucionaria organizada por los socialistas (PSOE) en toda España conocida con el nombre de Revolución de octubre de 1934 y que sólo arraigó completamente en Asturias, debido fundamentalmente a que allí la anarquista CNT sí se integró en la Alianza Obrera propuesta por los socialistas de la UGT y el PSOE, a diferencia de lo sucedido en el resto de España. De ahí que la forma de organización social y política de la Comuna Asturiana —nombre con el que también se conoce a la Revolución de Asturias, por sus similitudes con la Comuna de París de 1871— fuera la instauración de un régimen socialista en las localidades donde predominaban los socialistas (o los comunistas), como Mieres, donde se proclamó la República Socialista, o como Sama de Langreo; o comunista libertario donde predominaran los anarcosindicalistas de la CNT, como en Gijón y sobre todo en La Felguera.
Fue duramente reprimida por el gobierno radical-cedista de Alejandro Lerroux, contra el que se había lanzado la insurrección por haber dado entrada en el gobierno a tres ministros de la CEDA, recurriendo, por decisión del general Franco que dirigió las operaciones militares desde Madrid, a las tropas coloniales marroquíes —los regulares del Ejército de África— y a la Legión procedentes del Marruecos español. A pesar de ser derrotada, la Revolución de Asturias se convirtió en casi un mito para la izquierda obrera española y europea, a la altura de la Comuna de París o el Sóviet de Petrogrado de 1917, ya que fue la «última revolución social, bien que fracasada, del occidente europeo».

## Antecedentes

### Clima político
Entre diciembre de 1933 y octubre de 1934, la incipiente inestabilidad política entre los Radicales de Lerroux y la actividad de la CEDA venían agitando los temores de la izquierda y de los sectores obreros. Gil-Robles, líder cedista, era visto como el "Dollfuß español" y los temores sobre un golpe fascista se acrecentaron tras una concentración que la CEDA celebró en Covadonga el 9 de septiembre de 1934. A estos hechos se unió la confiscación del vapor "Turquesa", que llevaba un alijo de armas por encargo del socialista Indalecio Prieto. Tras aquel agitado verano, las Cortes Generales se reunieron el 1 de octubre y ese mismo día la CEDA retiró su apoyo al gobierno presidido por Ricardo Samper exigiendo la entrada en el mismo, cosa que consiguió tres días después, cuando el 4 de octubre se anunció la formación del Gobierno Radical-cedista presidido por Alejandro Lerroux. Era la señal esperada por las Alianzas Obreras. "El día 5 de octubre, la UGT declaró la huelga general y Lerroux reaccionó proclamando el estado de guerra".
Así pues, el día 5 comenzó el movimiento huelguístico e insurreccional decretado por el Comité Revolucionario socialista presidido por Francisco Largo Caballero, aunque en la mayor parte del país fracasó. En Madrid destacó la inactividad, al igual que ocurrió en Extremadura, Andalucía y Aragón. En el País Vasco hubo alguna otra actividad destacada que fue rápidamente sofocada, como también ocurrió en Barcelona y Cataluña. Así pues, solo quedaba Asturias, donde la alianza obrera triunfó.

### La Alianza Obrera en Asturias
La Alianza Obrera, una idea surgida en Cataluña por iniciativa del pequeño partido comunista antiestalinista Bloque Obrero y Campesino, fue extendida al resto de España por los socialistas (UGT-PSOE-JJSS) cuando el sector encabezado por Francisco Largo Caballero se hace con la dirección de UGT en enero de 1934 (el PSOE y las JJSS ya estaban bajo su control) e impulsa la idea de la Alianza Obrera, al considerarla un buen instrumento para sumar apoyos a su nueva estrategia insurreccional para alcanzar el socialismo (abandonando la "vía parlamentaria"). La formación de una "alianza por arriba" también fue ofrecida a la CNT pero se negó a integrarse en ella, como ya había sucedido en Cataluña, porque la dirección confederal afirmó que la CNT por sí sola "se bastaba para destrozar al fascismo".
Sin embargo no todos los cenetistas estaban de acuerdo con el rechazo a la Alianza Obrera, como el cenetista pucelano Valeriano Orobón Fernández que en un artículo publicado en el diario confederal La Tierra hizo un llamamiento a la unidad entre socialistas y cenetistas (y comunistas) para alcanzar la "democracia obrera revolucionaria". Este cambio de actitud de ciertos sectores cenetistas solo se concretó en Asturias, donde el 31 de marzo de 1934 la Federación Regional de la CNT firmó en Gijón el pacto con UGT-PSOE, que era la fuerza obrera hegemónica en Asturias, mantendiéndolo a pesar de la amenaza de expulsión que le lanzó la dirección confederal.
El acuerdo firmado en la trastienda de una taberna gijonesa el 31 de marzo de 1934 por dos dirigentes socialistas y dos cenetistas, que no se consideró oportuno hacerlo público entonces, constaba de diez puntos y un preámbulo en el que se reconocía la necesidad de "la acción mancomunada de todos los sectores obreros con el exclusivo objeto de promover y llevar a efecto la revolución social" en España. Las discrepancias surgieron cuando se intentó definir el régimen que iba a sustituir al capitalismo, pues los socialistas defendían la formación de un Estado socialista (una "República Socialista") y los cenetistas no estaban dispuestos a renunciar a uno de sus principios fundamentales (la negativa a construir cualquier tipo de Estado) y propusieron la fórmula “Régimen de igualdad económica, política y social fundado sobre principios federalistas”. La solución que se encontró finalmente fue cancelar el pacto inicial en el momento que triunfara la revolución social, dando libertad a cada organización para que defendiera sus proyectos sociales y políticos respectivos. Esto quedó plasmado en los puntos 1 y 8 del acuerdo:

1) Las organizaciones firmantes trabajarán de común acuerdo hasta conseguir el triunfo de la revolución social en España y llegar a la conquista del poder político y económico para la clase trabajadora, cuya concreción inmediata será la República Socialista Federal.

8) El compromiso contraído por las organizaciones que suscriben terminará en el momento en el cual la República Socialista Federal quede constituida con sus órganos propios, elegidos voluntariamente por la clase trabajadora y por el procedimiento que haya preceptuado la obra revolucionaria dimanante del presente pacto.

Solo dos semanas antes de iniciarse la insurrección en Asturias se incorporó a la Alianza Obrera el entonces pequeño Partido Comunista de España, que hasta esa fecha la había considerado un órgano de la "contrarrevolución" (y a sus integrantes los había comparado con los "perros" que "se disputan los huesos a dentelladas"). En los meses anteriores se habían incorporado al pacto dos reducidos grupos comunistas disidentes: el Bloque Obrero y Campesino e Izquierda Comunista. Cuando se produjo la insurrección asturiana, los revolucionarios tomaron como consigna la sigla UHP, que ha sido interpretada de diversas formas: Ramón Tamames afirmó en su libro publicado en 1974: "la CNT y la UGT participaron unidas bajo la sigla UHP (Unión Hermanos Proletarios)". Unos años después Hugh Thomas, sin embargo, la "tradujo" como "Uníos, Hermanos Proletarios".

### La preparación de la insurrección
Según el historiador Paco Ignacio Taibo II la explicación del porqué de que la Revolución de 1934 triunfara durante dos semanas en Asturias mientras fue arrasada sin mayores problemas en el resto de España, hay que buscarla, además de en el hecho de que Asturias fue el único lugar donde la Alianza Obrera logró integrar a la CNT, en la minuciosa preparación de la insurrección que hicieron las organizaciones obreras asturianas, y singularmente la fuerza obrera hegemónica, los socialistas (UGT-PSOE-JJSS), lo que no sucedió en el resto de España.
Los socialistas asturianos no eran más izquierdistas que los del resto de España (la mayoría de los dirigentes del PSOE y del Sindicato Minero Asturiano estaban alineados con el sector “moderado” encabezado por Indalecio Prieto; solo las JJSS eran “caballeristas”). En lo primero que se diferenciaron fue en que no reprimieron las movilizaciones obreras que se produjeron a lo largo de 1934, al contrario de la dirección nacional que repetía continuamente la consigna “Nada de organizar huelgas” porque ello “debilitaría” la preparación de la insurrección. Así de febrero a octubre de 1934 hubo seis huelgas generales en la región que afectaron fundamentalmente a las cuencas mineras. Algunas de ellas fueron “políticas”, como la que organizaron en solidaridad con los socialistas austríacos aplastados por la dictadura del social-cristiano Dolfuss y la que hicieron para protestar contra la concentración que la CEDA celebró en Covadonga el 9 de septiembre y que presidió su líder José María Gil Robles, quien para buena parte de la izquierda obrera era el “Dolfuss español”.
Un elemento clave en la preparación de la insurrección eran las armas y parte de ellas los obreros las consiguieron robándolas pacientemente una a una de las fábricas de armas de Oviedo y de Trubia. Otras las compraron a contrabandistas o las trajeron desde Éibar a través de una red creada por las Juventudes Socialistas y el sindicato del Transporte de la UGT de Oviedo. La dinamita la obtuvieron de las minas. Todas las armas (1300 fusiles y cuatro ametralladoras) y explosivos (millares de cartuchos de dinamita) se escondieron en catorce depósitos clandestinos (diez de los socialistas, dos de la CNT y dos de los comunistas) que la Guardia Civil no logró descubrir (varios millares de pistolas estaban guardadas en las casas de los obreros comprometidos en la sublevación). En cuanto al famoso alijo de armas del “Turquesa” en Muros de Nalón, al que la prensa de derechas atribuyó una importancia excepcional para explicar el éxito relativo de la Comuna asturiana, además de que no tenía como destino final el movimiento socialista asturiano (este intervino en la operación para colaborar con Prieto), no aportó más que alguna munición a los revolucionarios asturianos ya que la armas que transportaba o fueron capturadas por la Guardia Civil o no llegaron a desembarcarse.
Otro elemento clave en la insurrección fue la organización de las fuerzas paramilitares que encabezaran el movimiento. Así miembros de las Juventudes Socialistas y de las Juventudes Libertarias fueron entrenados por exsargentos con la cobertura de grupos de excursionismo, clubes culturales, meriendas campestres o incluso romerías, por lo que en octubre de 1934 los socialistas contaban con unos 2500 combatientes, los cenetistas con cerca de un millar y los comunistas con unos cientos, lo que supone que los revolucionarios asturianos contaban con una fuerza organizada de más de 3000 hombres cuando iniciaron la insurrección.
Por último los revolucionarios asturianos pudieron contar con el diario socialista Avance, que gracias al giro que le dio su nuevo director Javier Bueno, se convirtió en el órgano de prensa de la revolución que se estaba preparando. Por eso fue objeto de numerosas represalias por parte de las autoridades (fue suspendido 62 días y su director fue encarcelado tres veces), pero eso no lo amilanó, y su tirada aumentó (llegó a imprimir 50.000 ejemplares en un número extraordinario el 1 de mayo y mantuvo una media de 25.000 ejemplares), conquistando gran número de lectores fuera del ámbito socialista, entre cenetistas y comunistas. Incluso se produjo una huelga en las minas cuando el gobierno intentó impedir la circulación del diario.
En conclusión, según el historiador Paco Ignacio Taibo II:

En Asturias se logró unificar el ritmo de desarrollo de un movimiento insureccional clandestino, extraordinariamente preparado, con una estructura unitaria que concentró esfuerzos e impidió el desgaste en luchas internas, junto con el desarrollo de un movimiento social que fue en aumento a lo largo del año y que llegó al momento insurreccional en plenitud de sus fuerzas.

## Desarrollo

### Estallido de la Revolución
Como en el resto de España, en tierras asturianas la huelga general revolucionaria se inició en la madrugada del 5 de octubre y los mineros pasaron rápidamente a la acción, haciéndose con el control de toda la cuenca minera. Los centros de operaciones se situaron en Mieres (cuenca del Caudal), y en Sama de Langreo (cuenca del Nalón), y desde ambas localidades se coordinaron las acciones de los mineros que llevaron a la rendición de 23 cuarteles de la Guardia Civil en las primeras horas —el resto serían ocupados tras la huida de sus defensores en el día siguiente—. A este éxito sin precedentes "en la historia del antagonismo obrero y campesino contra la Guardia Civil, desde la fundación del instituto armado a mediados del siglo XIX", se sumó el triunfo de las milicias obreras en las inmediaciones de Oviedo, en La Manzaneda, sobre un batallón de infantería y una sección de Guardias de Asalto enviados desde la capital del Principado tras declararse el estado de guerra. Manuel Grossi, miembro del comité revolucionario asturiano, anotó eufórico en su diario:

Los soldados rojos han aplicado [en la Manzaneda] los métodos estratégicos de la insurrección, han sabido desplegarse en guerrilla por todos los frentes con toda la ciencia moderna. La disciplina observada ha sido de todo punto admirable

En cambio en la capital Oviedo el movimiento insurreccional no triunfó en la madrugada del 5 de octubre porque un error técnico impidió que se produjera un apagón en la ciudad, que era la señal convenida para la movilización y para que entrara en la ciudad una columna minera del Caudal encabezada por el secretario general del sindicato minero, el socialista Ramón González Peña, que pronto se convertiría en el "generalísimo" de la revolución. Así el ejército y la guardia civil tuvieron tiempo de prepararse para defenderse concentrándose en los cuarteles y los puntos estratégicos de la ciudad. Esto no impidió que las columnas de los mineros penetraran en la ciudad ocupando el ayuntamiento el día 6, el cuartel de carabineros y la estación de ferrocarril el día 7, el cuartel de la Guardia Civil el día 8 y la fábrica de armas en la madrugada del día 9. Sin embargo, los mineros no pudieron tomar los cuarteles de Pelayo y Santa Clara que quedaron cercados. La guarnición de la ciudad, compuesta por unos 1000 efectivos, poco pudo hacer frente a este cerco y se limitó a resistir los ataques de los obreros, en espera de que llegase una columna de socorro. Fuera de la capital también se produjeron importantes acciones en las ciudades de la cuenca minera, especialmente en Mieres y Sama de Langreo. En otras partes de la provincia fueron atacados los puestos de la Guardia Civil, y también algunas Iglesias y ayuntamientos, etc.
En Gijón el movimiento insurreccional se vio condicionado por la falta de armas y de municiones. Hubo algunos "paqueos" (disparos desde azoteas o ventanas) hasta que el Comité Revolucionario optó por distribuir las pocas armas y municiones de que disponía entre cuatro grupos de una quincena de hombres cada uno, que se parapetaron tras las barricadas levantadas en los tres barrios obreros de la ciudad. Cuando el día 7 de octubre llegó al puerto el crucero Libertad desembarcando un primer batallón de soldados de las fuerzas militares enviadas por el gobierno para sofocar la rebelión, los grupos armados gijoneses -con el apoyo de un grupo llegado desde Sama de Langreo y de un camión blindado enviado desde La Felguera- hostigaron a las fuerzas gubernamentales que intentaban abrirse paso hacia Oviedo.
Fuera de las cuencas mineras y de las dos grandes capitales asturianas, hubo insurrecciones en el concejo de Pola de Siero, donde los comités revolucionarios de mayoría socialista atacaron y rindieron los cuarteles de la Guardia Civil, y a continuación se distribuyeron armas y se organizó la defensa; en Trubia, los obreros de la fábrica de armas actuaron con rapidez y contundencia rindiendo a la Guardia Civil y a la guarnición militar que custodiaba la factoría; en Grado, el comité de mayoría comunista se hizo con el control de la población e izó la bandera roja en el Ayuntamiento; en Avilés, la revuelta se inició con un día de retraso por la falta de efectivos y de armas, y la acción más notable que consiguieron los insurrectos antes de la llegada a la ciudad de la columna del general López Ochoa fue hundir el buque Agadir en la bocana del puerto para impedir la arribada de unidades de la flota. En Luarca, la localidad más poblada del oeste de Asturias, no hubo insurrección porque la Guardia Civil detuvo al comité revolucionario antes de iniciarse el movimiento.
A los tres días de iniciada la insurrección buena parte de Asturias ya se encontraba en manos de los mineros, incluidas las fábricas de armas de Trubia y La Vega que se pusieron a trabajar día y noche. En toda la provincia se organizó un Ejército Rojo, que al cabo de diez días llegó a alcanzar unos 30.000 efectivos, en su mayoría obreros y mineros. Además de los principales líderes sindicales y obreros, destacó Francisco Martínez Dutor. Martínez Dutor, antiguo sargento que había participado en la Guerra de África y miembro de la UGT, se convirtió en el asesor militar de la dirección revolucionaria, aunque su participación no es tan recordada como la de otros líderes.

### Respuesta gubernamental

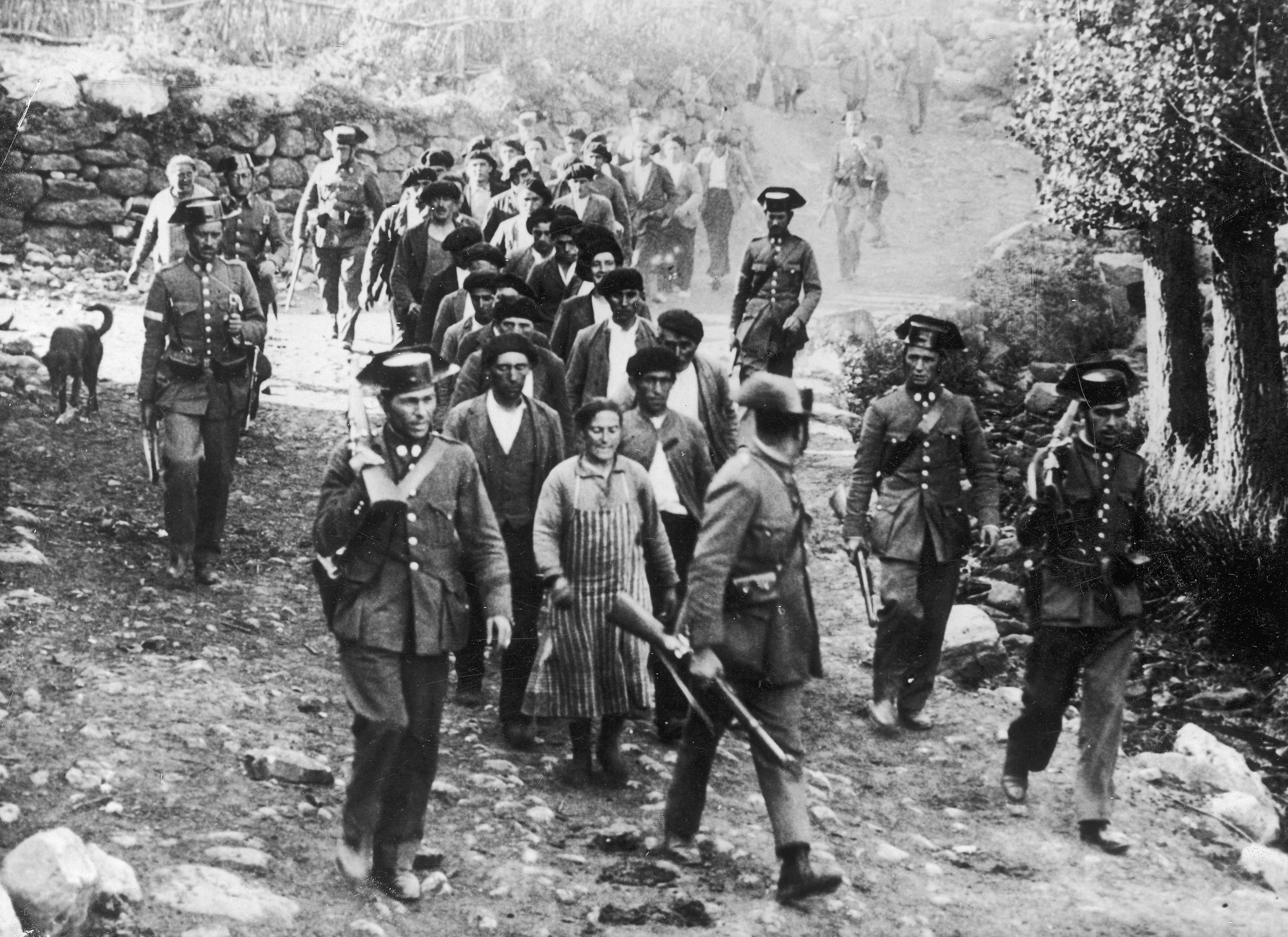
Una de las imágenes icónicas de la Revolución minera, que curiosamente no fue tomada en Asturias: una columna de Guardias Civiles con mineros capturados en Brañosera (Palencia), el 8 de octubre de 1934.

Desde el gobierno consideran que la revuelta asturiana es una guerra civil en toda regla, aún desconociendo que los mineros empiezan a considerar en Mieres la posibilidad de una marcha sobre Madrid. El gobierno adopta una serie de medidas enérgicas. Ante la petición de Gil-Robles comunicando a Lerroux que no se fía del jefe de Estado Mayor, general Masquelet, los generales Goded y Franco (que tenían experiencia al haber participado en la represión de la huelga general de 1917 en Asturias) son llamados para que dirijan la represión de la rebelión desde el Estado Mayor en Madrid. Estos recomiendan que se traigan tropas de la Legión y de Regulares desde el Marruecos español. También fueron enviados el crucero Almirante Cervera y el acorazado Jaime I., que participaron en el bombardeo de algunos núcleos costeros.
El gobierno acepta la propuesta de los generales Franco y Goded y el radical Diego Hidalgo, ministro de la Guerra, justifica formalmente el empleo de estas fuerzas profesionales, pues eran las únicas fuerzas militares españolas que habían entrado en combate en África, y además, al gobierno también le preocupaban que las muertes fueran jóvenes peninsulares, que podrían divulgar más tarde los hechos, creando problemas al gobierno, por lo que la solución adoptada le parece muy aceptable. También se debió al factor miedo del uso de los regulares, formados por soldados marroquíes, que disfrutaron de gran autonomía de sus mandos para poder asesinar, violar y saquear a la población sometida.
El despliegue de las tropas para sofocar la sublevación se hizo por cuatro frentes. El primero en abrirse fue el frente sur con el avance el mismo día 5 de octubre por la tarde de varias unidades militares a través del puerto de Pajares procedentes de León y comandadas primero por el general Bosch y finalmente por el general Balmes. Para detener su avance los insurrectos desplegaron una fuerza compuesta por unos 3.000 mineros y metalúrgicos organizados y armados desde Mieres, que teóricamente tenían que haberse dirigido a Oviedo, ya que los asturianos esperaban que la insurrección hubiese triunfado en la zona minera de León, impidiendo así el paso de las tropas gubernamentales desde la Meseta hacia Asturias. Estos milicianos, bien organizados y conocedores de la orografía de la zona, logran cercar a las tropas de Bosch en Vega del Rey, quedando inmovilizadas hasta el 10 de octubre. Solo al día siguiente y tras duros combates, en los que los insurrectos utilizaron piezas de artillería gracias a la colaboración de un teniente de la Guardia Civil hecho prisionero, las tropas gubernamentales lograron abrirse paso hacia la cuenca del Caudal y hacia su capital, Mieres.
El segundo frente, el norte, fue abierto con el desembarco en Gijón a partir del 7 de octubre de legionarios y regulares del Ejército de África al mando del teniente coronel Yagüe, cuya llegada provocó la huida de la ciudad en busca de refugio de un importante sector de la población. Tras vencer la resistencia que encontraron —aunque la huelga general en Gijón aún se prolongaría hasta el 16 de octubre— iniciaron su avance en dirección a Oviedo el 10 de octubre. El tercer frente fue el oeste abierto por el avance de la columna comandada por el general López Ochoa procedente de Galicia que ocupó la fábrica de armas de Trubia. Algo más tarde se abrió un cuarto frente por el este con el avance a través de Santander de una columna procedente de Bilbao al mando del teniente coronel Solchaga que fue detenida por los vehículos blindados de La Felguera en El Berrón, no muy lejos de Oviedo.
Cuando se conoció en Oviedo el avance de las tropas gubernamentales por los cuatro frentes, unido a las noticias que llegaban sobre el fracaso del movimiento revolucionario en el resto de España, cundió el desánimo y en la noche del 11 de octubre el Comité Revolucionario Provincial ordenó la retirada de la capital y se disolvió, cuando aún continuaba la batalla en el centro urbano y las tropas de López Ochoa entraban en la ciudad. Sin embargo, la desbandada no se generalizó y en pocas horas se formó un nuevo Comité Revolucionario Provincial, compuesto mayoritariamente por jóvenes socialistas y comunistas, dispuesto a continuar la lucha, cuando a las tropas de López Ochoa ya se habían unido los legionarios y regulares de Yagüe, que comenzaron allí los primeros actos de violencia y pillaje. Los combates continuaron durante los dos días siguientes, en los que las milicias obreras atacaron al enemigo desde posiciones elevadas (Naranco, San Esteban de las Cruces) y desde barrios obreros, mientras que las octavillas lanzadas desde aviones les instaban a la rendición en las que se decía que la resistencia era inútil porque el movimiento revolucionario había fracasado ya en toda España, lo que los resistentes se negaban a creer, aún dispuestos a "dar el último empujón al capitalismo moribundo", como se decía en un manifiesto redactado por comunistas. Finalmente, el día 13 de octubre Oviedo fue totalmente ocupada por las tropas gubernamentales.

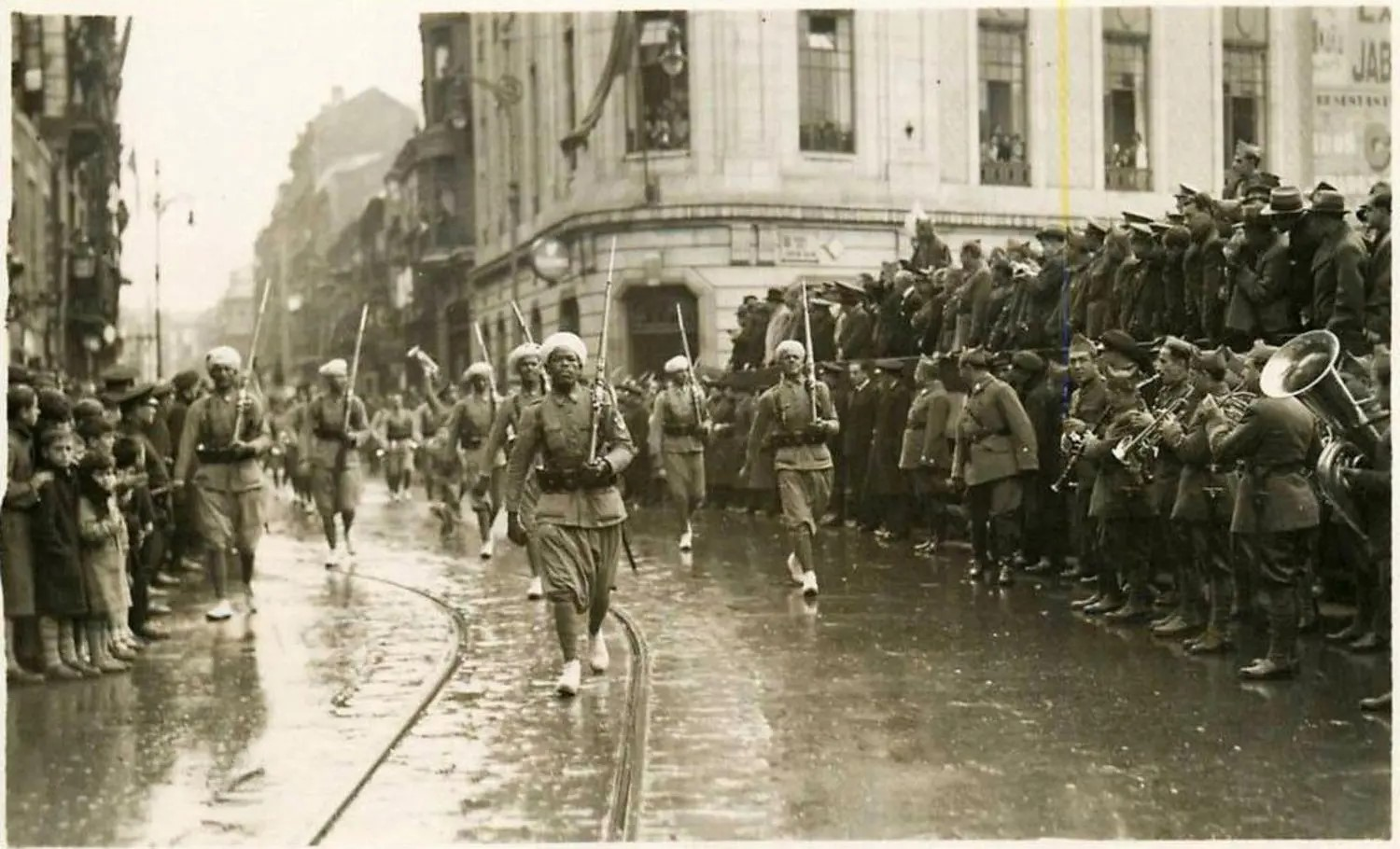
Tropas norteafricanas desfilan en la calle Corrida de Gijón tras aplastar la revolución.

Tras la caída de Oviedo los obreros se retiraron a las cuencas mineras, donde se formó el tercer y último Comité Revolucionario Provincial bajo la presidencia del socialista Belarmino Tomás, con sede en Sama de Langreo, la capital de la cuenca del Nalón. El día 15 las tropas del general Balmes en el frente sur lograban vencer la última resistencia que les impedía el paso hacia Mieres, en la cuenca del Caudal. Entonces el Comité Revolucionario Provincial decidió negociar la rendición y envió al teniente de la Guardia Civil Torrens, que había sido hecho prisionero por los insurrectos, para que se entrevistara con el general López Ochoa, comandante en jefe de los 18.000 hombres que había desplegado el gobierno para aplastar la sublevación. En una segunda reunión, esta vez entre el general López Ochoa y el propio Belarmino Tomás se fijaron los términos de la rendición de los insurrectos.
La entrevista tuvo lugar en Mieres, precisamente la localidad de la que habían partido los insurgentes el 5 de octubre, y en ella el general López Ochoa aceptó los términos propuestos por Belarmino Tomás: que los marroquíes de los regulares y los legionarios no fueran en vanguardia de las tropas que ocuparan las cuencas mineras, porque entonces ya se conocían "las masacres de los africanos sobre insurrectos y población civil de los barrios obreros de Oviedo". A cambio el dirigente minero le garantizó al general López Ochoa la entrega de las armas y prisioneros, aunque no la de los miembros del Comité Revolucionario.
El acuerdo alcanzado entre el general López Ochoa y el líder de los mineros Belarmino Tomás, puso furioso al teniente coronel Yagüe, al general Francisco Franco que dirigía las operaciones desde Madrid, y también al líder de la CEDA, José María Gil Robles, partidarios los tres de que la represión fuera brutal.
En llamamiento que hizo a los obreros y mineros para poner fin a la lucha, Belarmino Tomás dijo:

¡Camaradas! ¡Soldados rojos! Delante de vosotros, convencidos de que hemos sido fieles a la confianza que depositasteis en nosotros, venimos a hablaros de la triste situación a la que se ve reducido nuestro glorioso movimiento de insurrección. Hemos de confesar nuestras conversaciones de paz con el general del Ejército enemigo. Pero hemos sido derrotados solo por un tiempo. Todo lo que podemos decir es que en el resto de las provincias de España, los trabajadores no han sabido cumplir con su deber y no nos han ayudado. A causa de ello, el gobierno ha podido dominar la insurrección de Asturias. Además, aunque tenemos fusiles, ametralladoras, y cañones, carecemos de munición. Todo cuanto podemos hacer es concertar la paz. Pero esto no significa que abandonemos la lucha de clases. Nuestra rendición de hoy no será más que un alto un alto en el camino, que nos servirá para corregir nuestros errores y para prepararnos para la próxima batalla, que habrá de terminar en la victoria final de los explotados.

Los términos del acuerdo, no sin resistencias minoritarias, fueron aceptados por las asambleas de los mineros, aunque algunos optaron por ocultar las armas y no entregarlas y otros por huir a través de las montañas. El 18 de octubre, dos semanas después de comenzar la insurrección, se rendía el último reducto y las tropas gubernamentales ocupaban las cuencas mineras. "Unos días después la represión incontrolada daba paso a la represión oficial. Pero una y otra experiencia ya no revestían novedad para la clase obrera asturiana; represión sangrienta y huida al monte las había sufrido en 1906 a raíz de la huelgona de Mieres y, después, en agosto de 1917. Octubre de 1934 la convertirá en parte integrante de sus tradiciones...".

## La Comuna Asturiana: la actuación del poder revolucionario
La experiencia asturiana de una revolución unitaria de la clase obrera organizada "desde abajo" solo tenía el lejano precedente de la Comuna de París de 1871 por lo que la "Revolución de Asturias" también fue conocida como la "Comuna Obrera" de Asturias o simplemente como la "Comuna Asturiana". Durante las dos semanas que duró los insurrectos pusieron en práctica, aunque con diferencias según las zonas, el objetivo de la Alianza Obrera: "trabajar de común acuerdo hasta conseguir la revolución social en España".
Los comités revolucionarios se formaron espontáneamente en cada localidad en los primeros días de octubre en cuanto se conoció la intención de la CEDA de entrar en el gobierno. Estos comités formados "desde abajo" eran el resultado de la acción sindical y política unitaria llevada a cabo en los meses anteriores, incluido el acopio de armas, que se plasmó en las huelgas generales que se convocaron, especialmente las "políticas", como la que se celebró en solidaridad con los obreros de Viena o como la del 8 de septiembre, en protesta por la concentración de la CEDA en Covadonga. Para coordinarlos se creó el Comité Revolucionario Provincial, organismo con sede en Oviedo integrado por las organizaciones de la Alianza Obrera y presidido por el socialista Ramón González Peña. 

### Requisa del Banco de España de Oviedo
Este comité será el que tome la decisión de requisar los nueve millones de pesetas depositados en la sucursal ovetense del Banco de España (algo que no hicieron los communards parisinos de 1871 lo que constituyó, según algunos analistas, una de las razones de su fracaso) y que levantará una gran polémica cuando el 11 de octubre ante la inminencia de la entrada de las tropas de socorro en la capital los miembros del comité huyen precipitadamente llevándose el dinero —un informe comunista mostrará su indignación hacia los que les habían abandonado "forrándose de millones—, aunque el dinero fue utilizado para ayudar a los evadidos y exiliados, para abrir de nuevo el diario Avance tras el incendio y destrucción de sus instalaciones, y también fue repartido entre centenares de obreros sin distinguir a qué organización pertenecían. Una última parte será utilizada para financiar la campaña de la coalición del Frente Popular en las elecciones de febrero de 1936 y para sufragar los gastos del Gobierno republicano en la guerra civil.
La embrionaria estructura político-administrativa creada por el Comité Revolucionario Provincial —un cronista de la época la calificó exageradamente de "Estado socialista"— dio prioridad a la organización militar y al aprovisionamiento de los combatientes pero también se ocupó del abastecimiento de la retaguardia siguiendo los principios revolucionarios que buscaban construir una sociedad sin clases —según los modelos correspondientes si se trataba de socialistas, de anarquistas o de comunistas, que los aplicaron en aquellas localidades donde tenían mayor influencia—. Los servicios sanitarios contaron con la colaboración semiforzada de médicos y de auxiliares civiles y religiosos, y además de los centros sanitarios existentes se instalaron otros provisionales cerca de los frentes —en Oviedo funcionaron dos quirófanos que efectuaban entre cuarenta y cincuenta intervenciones diarias—. Para el transporte, además del control que tenían de toda la red ferroviaria, incautaron medio centenar de automóviles y camiones, una docena de los cuales fueron blindados en la fábrica metalúrgica de La Felguera. En cuanto a las municiones en una factoría de Mieres se produjeron bombas y en Oviedo cartuchos de fusil. Por otro lado no se descuidaron las minas y, como reconoció después un observador opuesto al movimiento, "los equipos de conservación fueron mantenidos y funcionaron perfectamente... lo que demuestra que contaron con una organización formidable".

### Las variantes locales
En Mieres, foco inicial y principal bastión de la insurrección —"base de la revolución", "eje del movimiento insurreccional", "primera fortaleza obrera", dijeron los cronistas de la época—, se proclamó la República Socialista en la mañana del 5 de octubre tras rendir durante la madrugada todos los cuarteles de la Guardia Civil y ocupar el Ayuntamiento defendido por guardias de asalto. En la ciudad, que contaba entonces con unos 40 000 habitantes —entre ellos casi ocho mil mineros y más de mil metalúrgicos—, predominaban los socialistas y los comunistas, lo que se vio reflejado en la composición de su comité revolucionario y en la forma cómo se organizó allí la revolución. Así a cada familia de la localidad se la proveyó de una libreta de consumo y a cada persona se le asignó una peseta para la adquisición de comestibles, mientras que los "vales" firmados por el Comité se reservaban para los fines exclusivamente militares. Además se organizó un servicio de seguridad de "guardias rojos" que consiguieron, como señaló después un periódico conservador, que Mieres fuera el lugar "donde más tranquilidad reinó durante los quince días y donde más humanamente se trató a los presos".

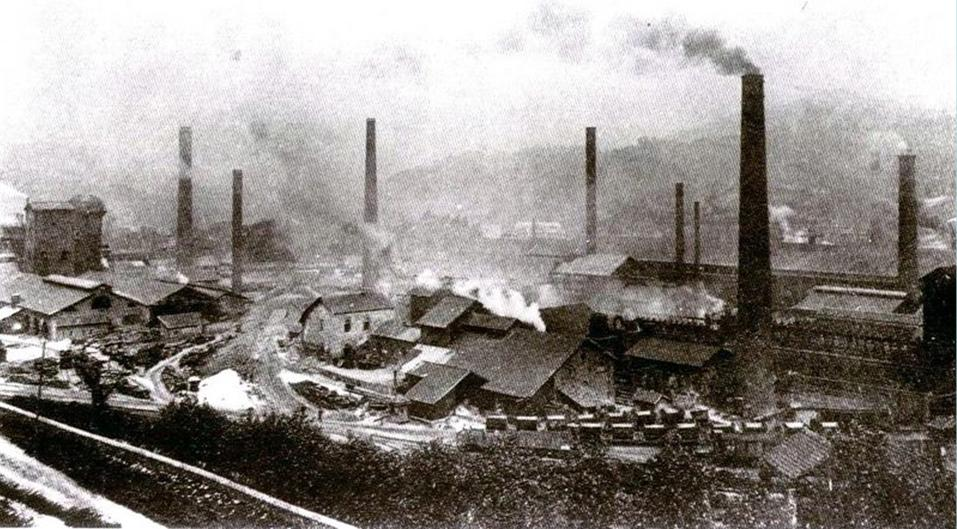
Instalaciones de la Fábrica de La Felguera (Asturias) en la década de 1920.

En La Felguera, donde predominaba la CNT, se proclamó el comunismo libertario como "sistema de convivencia" tras la rendición de la Guardia Civil, la ocupación del Ayuntamiento, de los colegios religiosos y de la factoría metalúrgica. Así los abastecimientos fueron organizados mediante vales, "quedando abolido el dinero al quedar lo mismo la propiedad privada" (aunque el dinero se reservó, en una señal de puritanismo, para la carne -el lujo-, el vino y el tabaco —el vicio—). Sin embargo, después de la primera semana tuvo que establecerse un sistema de racionamiento estricto ante la escasez de los productos alimenticios producto de los acaparamientos que el Comité achacó "a los pocos escrúpulos de algunas gentes". Por su parte los obreros metalúrgicos de la fábrica de Duro-Felguera contribuyeron a la insurrección con el blindaje de camiones que serían utilizados por las milicias rebeldes.
En Gijón, donde también predominaba la CNT, la revolución libertaria fue mucho más limitada debido a la debilidad de la insurrección por la falta de armas y a que la ciudad fue rápidamente ocupada por las tropas coloniales desembarcadas en su puerto. Sin embargo en la retaguardia de las barricadas de los barrios obreros, como El Llano, se organizó un servicio de abastecimiento de la población, "destacando la fabricación de pan por medio de un centenar de trabajadores del ramo en tres tahonas incautadas". Pero el comité de El Llano también tuvo que ocuparse de acabar con los saqueos de comercios por parte de elementos marginales (lumpemproletariado) "llegando incluso al fusilamiento de los que fueran cogidos in fraganti" Así describe estas experiencias de "comunismo libertario" el historiador Manuel Villar en su libro El anarquismo en la insurrección de Asturias: la CNT y la FAI en octubre de 1934:

En la barriada de El Llano se procedió a regularizar la vida de acuerdo con los postulados de la CNT: socialización de la riqueza, abolición de la autoridad y el capitalismo. Fue una breve experiencia llena de interés, ya que los revolucionarios no dominaron la ciudad. [...] Se siguió un procedimiento parecido al de La Felguera. Para la organización del consumo se creó un Comité de Abastos, con delegados por calles, establecidos en las tiendas de comestibles, que controlaban el número de vecinos de cada calle y procedían a la distribución de los alimentos. Este control por calle permitía establecer con facilidad la cantidad de pan y de otros productos que se necesitaban. El Comité de Abastos llevaba el control general de las existencias disponibles, particularmente de la harina

En Sama de Langreo, la resistencia durante veinticuatro horas de sesenta guardias civiles al mando del capitán Nart, reforzados por dos compañías de guardias de asalto enviadas desde Oviedo, dio lugar a la batalla más encarnizada de la retaguardia, con más de setenta muertos. Esto acentuó la necesidad de dar prioridad al triunfo militar por lo que aquí, a pesar del predominio socialista, no hubo incautaciones de empresas. A los comerciantes e industriales se les ordenó el mantenimiento del horario de apertura y cierre habituales y se comunicó a los vecinos que "la vida del comercio se hará como de ordinario, con libreta, dinero, o vales debidamente autorizados".
En Trubia, de preponderancia comunista, también hubo "normalidad" porque los obreros que rápidamente se hicieron con el control de la localidad y de la fábrica de armas, continuaron trabajando en la factoría, salvo unos pocos artilleros que fueron enviados a los frentes y la "guardia roja" que custodió a los prisioneros, hasta que llegaron las tropas gubernamentales del general López Ochoa.
En Grado, la capital de una comarca agrícola alejada de Oviedo y de las cuencas mineras, también triunfó la revolución y la bandera roja fue izada en el balcón del Ayuntamiento. Allí, de predominio comunista, no se abolió el dinero ni la propiedad privada, pero sí se hicieron algunas incautaciones y se repartieron vales entre las familias pobres. En un informe interno posterior del PCE se dijo: "Fue en Grado uno de los sitios donde más acusados estaban en el movimiento los rasgos del régimen soviético y donde mejor funcionaban los servicios de aprovisionamiento".

### La violencia en la retaguardia

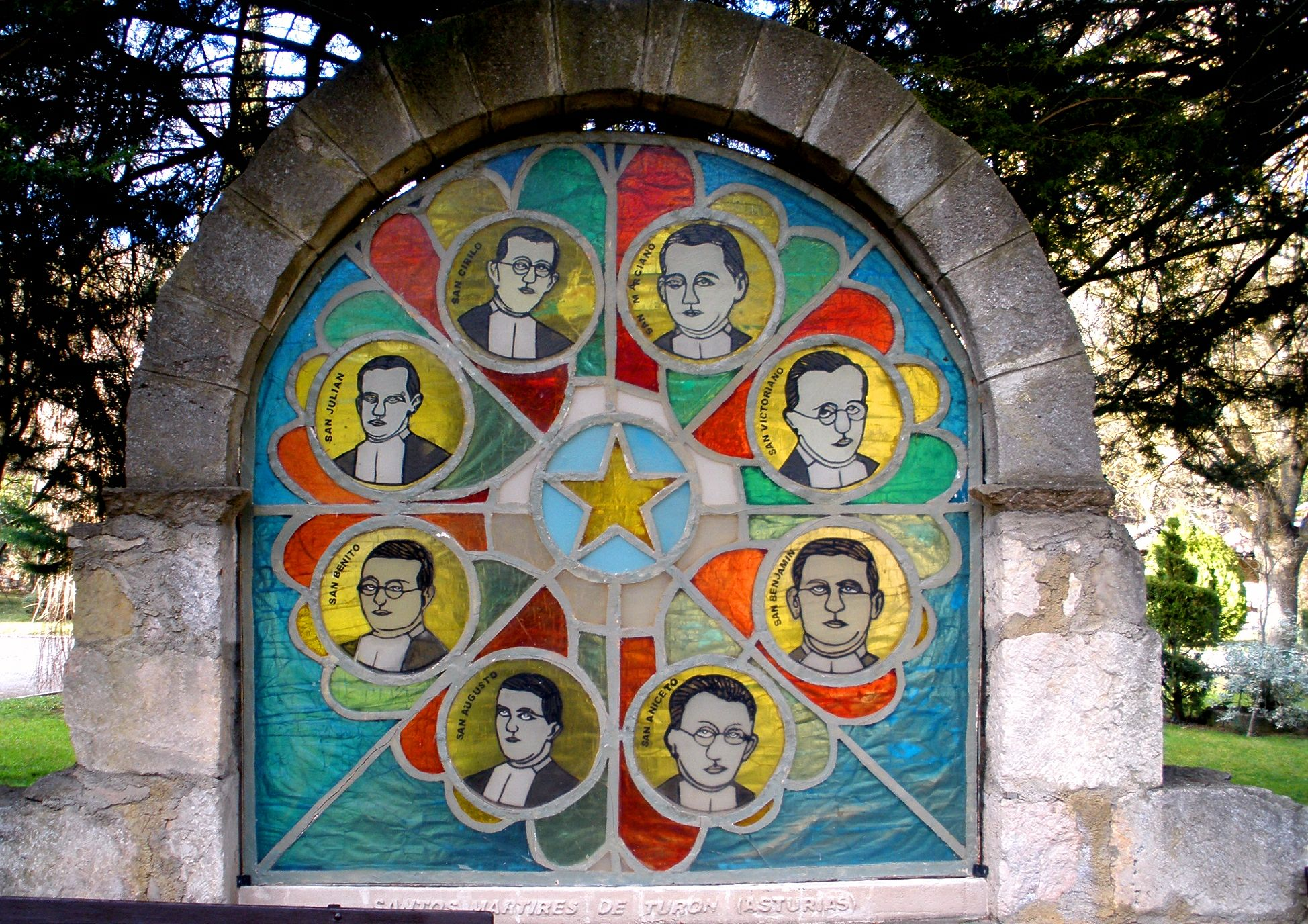
Monumento a los hermanos de La Salle asesinados en Turón, sito en el Monasterio de Santa María de Bujedo (provincia de Burgos)

El Comité Revolucionario Provincial en su primer bando constituyó una guardia roja con voluntarios de todas las organizaciones obreras para conseguir el "cese de todo acto de pillaje, previniendo que todo individuo que sea cogido en un acto de esta naturaleza será pasado por las armas". De esta forma se pretendían atajar los saqueos de comercios que se habían producido tras el avance de las columnas mineras en los primeros días en Oviedo —y también en Mieres y Gijón—, llevados a cabo por elementos marginales (calificados como lumpen por algunos historiadores) que "junto a la masa rebelde, trataban de pescar en río revuelto", como se decía en un comunicado. Así pues, los actos de pillaje y violencia no eran achacables a la organización revolucionaria, aunque allá donde los revolucionarios encontraron resistencia la lucha fue muy dura.
La "guardia roja" consiguió poner fin a los saqueos y mantener el orden pero no en todas las ocasiones pudo controlar los excesos de la "justicia revolucionaria" llevada a cabo por individuos o pequeños grupos que actuaron al margen del Comité Revolucionario Provincial y de la inmensa mayoría de los comités revolucionarios comarcales y locales. Así, "junto al trato correcto recibido por la inmensa mayoría de los encarcelados —guardias civiles, técnicos de minas y fábricas, capataces, comerciantes y rentistas, miembros del clero—, la represión sangrienta también hizo acto de presencia". Fueron asesinados algunos detenidos, como en Sama de Langreo en represalia por la resistencia ofrecida por guardias civiles y guardias de asalto a la insurrección obrera, aunque en ocasiones, como en el barrio de El Llano de Gijón, la actuación de la "guardia roja" logró impedir las ejecuciones, o como en Grado, donde se respetaron escrupulosamente las personas y los edificios religiosos. Llegó a haber casos de obreros que salvaron la vida a miembros de la burguesía que vieron sus vidas amenazadas.
Pero lo que más estremeció a la opinión pública española fue el asesinato indiscriminado de 34 miembros del clero, un hecho que no se producía en España desde hacía cien años. Según el historiador José Álvarez Junco, estas muertes no obedecieron a un plan previo sino que fueron más el resultado de la "exaltación momentánea y casi accidental", y, por otro lado, la inmensa mayoría de sacerdotes y religiosos detenidos u obligados a realizar determinadas tareas recibieron un trato correcto por parte de los comités revolucionarios.
El historiador David Ruiz relaciona los asesinatos con "el progresivo distanciamiento que se produjo entre la jerarquía eclesiástica y las organizaciones obreras" a causa de su apuesta en favor del "sindicalismo amarillo", en contra del sindicalismo católico independiente de las patronales defendido por el canónigo de la catedral de Oviedo Maximiliano Arboleya, lo que propició el crecimiento del anticlericalismo en el seno de la clase obrera. Puede ser ilustrativo de esta tesis lo que sucedió en Bembibre (provincia de León) donde un crucifijo fue salvado del incendio de la iglesia y exhibido con un cartel que decía: “Cristo rojo, a ti no te quemamos porque eres de los nuestros”. Por otro lado, un canónigo de la catedral ovetense se sorprendió de la animadversión popular que suscitaba el clero:

Llegamos al Campo de los Patos y allí había una muchedumbre, sobre todo de mujeres y niños, que armaron un griterío infernal. No es fácil dar una idea de lo que allí nos dijeron: aquella muchedumbre gritaba y gritaba contra nosotros, y más que nadie las mujeres

Fueron asesinados párrocos, significados en el pasado por supuestamente ser contrarios a los "intereses obreros", o grupos de religiosos, como los ocho seminaristas de Oviedo, bajo el pretexto de haber colaborado con el enemigo en la batalla de la capital.
El hecho más brutal y de mayor resonancia se produjo en el valle del Turón, el principal bastión comunista en Asturias donde fue proclamada la "República Obrera y Campesina" basada en la dictadura del proletariado. Allí los ánimos estaban exacerbados por la dura resistencia ofrecida por los ocho guardias civiles del cuartel de la zona que durante siete horas de asedio no se rindieron, hasta que los insurrectos volaron el cuartel con dinamita. En este clima fueron asesinados siete frailes de la Doctrina Cristiana —conocidos después como los mártires de Turón— y el ingeniero-director y dos empleados de su confianza de la empresa Hullera propietaria de las minas, y de la que también dependía la escuela donde enseñaban los religiosos.
El asesinato del ingeniero-director de la sociedad hullera y de los dos empleados se produjo el 14 de octubre, cuando la revolución se encontraba en su final, y "corrió a cargo de operarios de la empresa, siendo después explicada como fruto de la indignación producida al conocer la intención del director de proceder a despidos por razones extralaborales de un grupo de obreros entre los que ellos mismos se encontraban". Los religiosos, por su parte, fueron asesinados por considerarlos aliados de la empresa, según el historiador David Ruiz, aunque el también historiador José Álvarez Junco, afirma que "lo que desbordó los límites de la tolerancia que se tuvo con otros clérigos fueron los rumores de prácticas homosexuales con sus alumnos". En un informe comunista posterior se llegó a "justificar" la matanza aduciendo que así se les acortaba a los frailes "el plazo aquí en la Tierra" para "ir a disfrutar de mejor vida a la diestra de Dios Padre".

## Consecuencias

### Las víctimas
A día de hoy, la cuestión sobre las bajas que se produjeron sigue siendo controvertida: Según el historiador Julián Casanova durante los combates que siguieron al levantamiento armado murieron 1100 personas entre las que apoyaron la insurrección, además de unos 2000 heridos, y hubo unos 300 muertos entre las fuerzas de seguridad y el ejército; 34 sacerdotes y religiosos fueron asesinados. Casanova coincide casi completamente con la cifras dadas hace tiempo por Hugh Thomas que situó el número de víctimas mortales en 2000 personas: 230-260 miembros de las fuerzas armadas (incluyendo Guardias civiles y Guardias de Asalto), 33 sacerdotes, 1500 mineros en los combates y otros 200 durante la represión (entre ellos el periodista Luis de Sirval, quien señaló las torturas y las ejecuciones habidas durante la represión, motivo por el que sería asesinado por tres oficiales de la Legión). En toda España fueron encarceladas entre 30 000 y 40 000 personas. Miles de obreros perdieron sus puestos de trabajo.

### Las destrucciones
Durante la revolución de 1934 la ciudad de Oviedo quedó asolada en buena parte. Resultan incendiados, entre otros edificios, el de la Universidad, cuya biblioteca guardaba fondos bibliográficos de extraordinario valor que no se pudieron recuperar, o el teatro Campoamor. También fue dinamitada La Cámara Santa en la Catedral, donde desaparecieron importantes reliquias llevadas a Oviedo, cuando era corte, desde el sur de España. Como resultado de los combates o por destrucciones intencionadas, también fueron destruidos algunos edificios religiosos en Gijón, La Felguera o Sama.

### La represión
La represión de la sublevación llevada a cabo por las tropas coloniales fue muy dura e incluso se dieron casos de saqueos, violaciones y ejecuciones sumarias. Al frente de la represión rápidamente destacó por su brutalidad un oficial de la Guardia Civil, Lisardo Doval Bravo, que desde entonces se convirtió en una de las bestias negras del movimiento obrero. Otros militares que destacaron fueron el teniente coronel Yagüe (comandante de las tropas africanas) y el general López Ochoa, que desde entonces recibiría el sobrenombre del Carnicero de Asturias. Sin embargo, el historiador Gabriel Jackson distingue claramente entre la actuación del general López Ochoa que "hizo lo que pudo para evitar los asesinatos y las violaciones, incluyendo el fusilamiento de cuatro moros culpables de atrocidades", y la del teniente coronel Yagüe, de la Legión, "que prefirió emplear un saludable terror como arma y no contuvo a sus tropas". Meses después de los hechos, el general López Ochoa habló con el socialista Juan Simeón Vidarte sobre algunos de los episodios de lo acontecido en Asturias:

Una noche, los legionarios se llevaron en una camioneta a veintisiete trabajadores, sacados de la cárcel de Sama. Sólo fusilaron a tres o cuatro porque, como resonaban los tiros en la montaña, pensaron que iban a salir guerrilleros de todos aquellos parajes y ellos correrían peligro. Entonces procedieron más cruelmente, decapitaron o ahorcaron a los presos, y les cortaron los pies, manos, orejas, lenguas, ¡hasta los órganos genitales! A los pocos días, uno de mis oficiales, hombre de toda mi confianza, me comunicó que unos legionarios se paseaban luciendo orejas ensartadas en alambres, a manera de collar, que serían de las víctimas de Carbayín. Inmediatamente le mandé que detuviese y fusilase a aquellos legionarios, y él lo hizo así. Éste fue el motivo de mi altercado con Yagüe. Le ordené, además, que sacara a sus hombres de la cuenca minera y los concentrase en Oviedo, bajo mi vigilancia, y le hice responsable de cualquier crimen que pudiera ocurrir. Para juzgar a los rebeldes estaban los tribunales de justicia. También me llegaron las hazañas de los Regulares del tabor de Ceuta: violaciones, asesinatos, saqueos. Mandé fusilar a seis moros. Tuve problemas, el Ministro de la Guerra me pidió explicaciones, muy exaltado: "¿Cómo se atreve usted a mandar fusilar a nadie sin la formación de un Consejo de Guerra?". Yo le contesté: "Los he sometido al mismo Consejo de Guerra al que ellos sometieron a sus víctimas"

A raíz del asesinato en plena calle del periodista liberal Luis Sirval por un oficial de la Legión, el teniente Dimitri I. Ivanov, y dado que el Gobierno había impuesto la censura sobre las noticias procedentes de Asturias que hablasen de los métodos que se estaban utilizando en la represión, un grupo parlamentario de investigación, integrado por los diputados socialistas Álvarez del Vayo y Fernando de los Ríos y los republicanos radicales Clara Campoamor y Félix Gordón Ordás, fue a Asturias. Una de sus conclusiones fue la falsedad de las noticias difundidas por la prensa de derechas de que se habían producido violaciones de monjas y de que a algunos niños se les habían arrancado los ojos. Además recogieron testimonios sobre tortura a los prisioneros. Uno de los miembros de la comisión parlamentaria, Félix Gordón Ordás, elaboró un informe sobre las "torturas sádicas" que utilizaba el comandante Lisardo Doval y lo envió al presidente del gobierno Alejandro Lerroux, que en principio ordenó a sus superiores que contuvieran las actividades del comandante, y finalmente ordenó su inmediato traslado por insubordinación al haber entregado copia de las órdenes recibidas a destacados dirigentes monárquicos. También fue a Asturias un grupo de parlamentarios de Gran Bretaña que llegó a las mismas conclusiones que sus colegas españoles. Su informe, a pesar de las protestas del gobierno español, desató una ola internacional de simpatía hacia los mineros asturianos.
Los dos consejos de guerra contra los diputados socialistas implicados en la revolución, Teodomiro Menéndez y Ramón González Peña, celebrados en febrero de 1935, tuvieron un enorme impacto entre la opinión pública, incluso a nivel internacional. El Partido Socialista Francés recogió miles de firmas para pedir la amnistía de todos los procesados y el diputado socialista francés Vincent Auriol visitó al presidente del gobierno Alejandro Lerroux en nombre de la Liga de los Derechos del Hombre. Los tribunales militares dictaron sentencia de muerte el día 16 de febrero de 1935 para Menéndez y González Peña, seguidas a los pocos días de la misma condena para otros diecisiete miembros de los "comités revolucionarios". La decisión de presidente del gobierno Lerroux de recomendar al presidente de la República Niceto Alcalá Zamora la conmutación de las sentencias abrió una grave crisis en el gobierno de coalición radical-cedista, ya que tanto José María Gil Robles de la CEDA como Melquíades Álvarez del Partido Republicano Liberal Demócrata se opusieron y anunciaron que dejaban de apoyar al gobierno. Alcalá-Zamora, gracias al respaldo de Lerroux, conmutó todas las sentencias de muerte.
El gobierno suspendió las Garantías constitucionales, buena parte de los periódicos de izquierda fueron clausurados, numerosas corporaciones municipales de partidos de izquierda fueron disueltas y los jurados mixtos (recién instaurados durante el Bienio Reformista) fueron suspendidos. De las 23 penas de muerte inicialmente proclamadas como consecuencia de esta revolución, el presidente Niceto Alcalá Zamora conmutó 21: solo fueron ejecutados el sargento Vázquez (entre otras cosas, había volado un camión con 32 guardias civiles) y Jesús Argüelles Fernández «Pichalatu».

### Consejo de guerra
En diciembre de 1935 se celebró en Avilés Consejo de guerra por los sucesos ocurridos en la localidad asturiana. La sentencia, publicada el 18 de diciembre, condenaba a los procesados Severino García Álvarez y Társilo Muñoz a cadena perpetua y absolvía a otros dos acusados. Asimismo, el fallo disponía la disolución  en todo el territorio nacional de las organizaciones obreras U.G.T. y PSOE, que fueron los causantes del movimiento revolucionario y que los fondos que posean pasen al destino que señalen los Estatutos de dichas organizaciones o a poder del Estado. El mismo día que se conocía el fallo, el dirigente socialista Francisco Largo Caballero dimitía de su cargo de secretario general del PSOE.

## Interpretaciones

### La interpretación de la derecha
En la descripción de los hechos de Asturias los partidos y los diarios de la derecha (como ABC, portavoz de la derecha antirrepublicana y antidemocrática de Renovación Española; o El Debate, vinculado a la derecha católica "accidentalista" de la CEDA) tienden a utilizar esquemas “mítico-simbólicos” al calificar a los revolucionarios como “fieras”, como unos seres cuyo único instinto es solo matar y destruir, por lo que su destino final es estar muertos o presos. Esta expresión fue utilizada incluso por el diario liberal El Sol, que pedía clemencia para aquellos que hubieran actuado como hombres, y “para las fieras capaces de hechos monstruosos que ni un degenerado es capaz de imaginar El Sol no pide sino castigo tremendo, implacable, definitivo”. Honorio Maura en el diario ABC del 16 de octubre calificaba a los insurrectos asturianos como “escoria, podredumbre y basura” que roe las entrañas de la Patria; son “chacales repugnantes que no merecen ser ni españoles ni seres humanos”.
En cuanto a los hechos la derecha los vio en su dimensión puramente negativa, como mero afán de destruir, especialmente lo más santo de la tradición española, religión y cultura —en alusión a la Catedral de Oviedo y a la Universidad—, y finalmente España misma. ABC en sus ediciones de los días 10 y 17 de octubre los calificó como una “empresa brutal, sanguinaria y devastadora”, cuyos autores estaban poseídos de “instintos viles del más repugnante materialismo”, y fueron autores de “vandálicos delitos” que constituyen una “macabra explosión marxista”. En cambio la acción represiva de las tropas que sofocaron la sublevación es apenas mencionada. Las destrucciones en “Asturias, la mártir”, y sobre todo en “Oviedo, la mártir” se atribuían exclusivamente a los revolucionarios.

### La interpretación del canónigo de la catedral de Oviedo Maximiliano Arboleya
Cuando estalla la Revolución de Asturias en octubre de 1934 Maximiliano Arboleya está en Zaragoza por lo que no presenció los acontecimientos, que sin embargo le produjeron un profundo dolor (fueron asesinados varios compañeros suyos del cabildo de la catedral, entre ellos Aurelio Gago, que era también prefecto de Estudios del Seminario diocesano) y también le suscitaron una honda reflexión sobre el fracaso de la Iglesia católica en la penetración en los medios obreros.

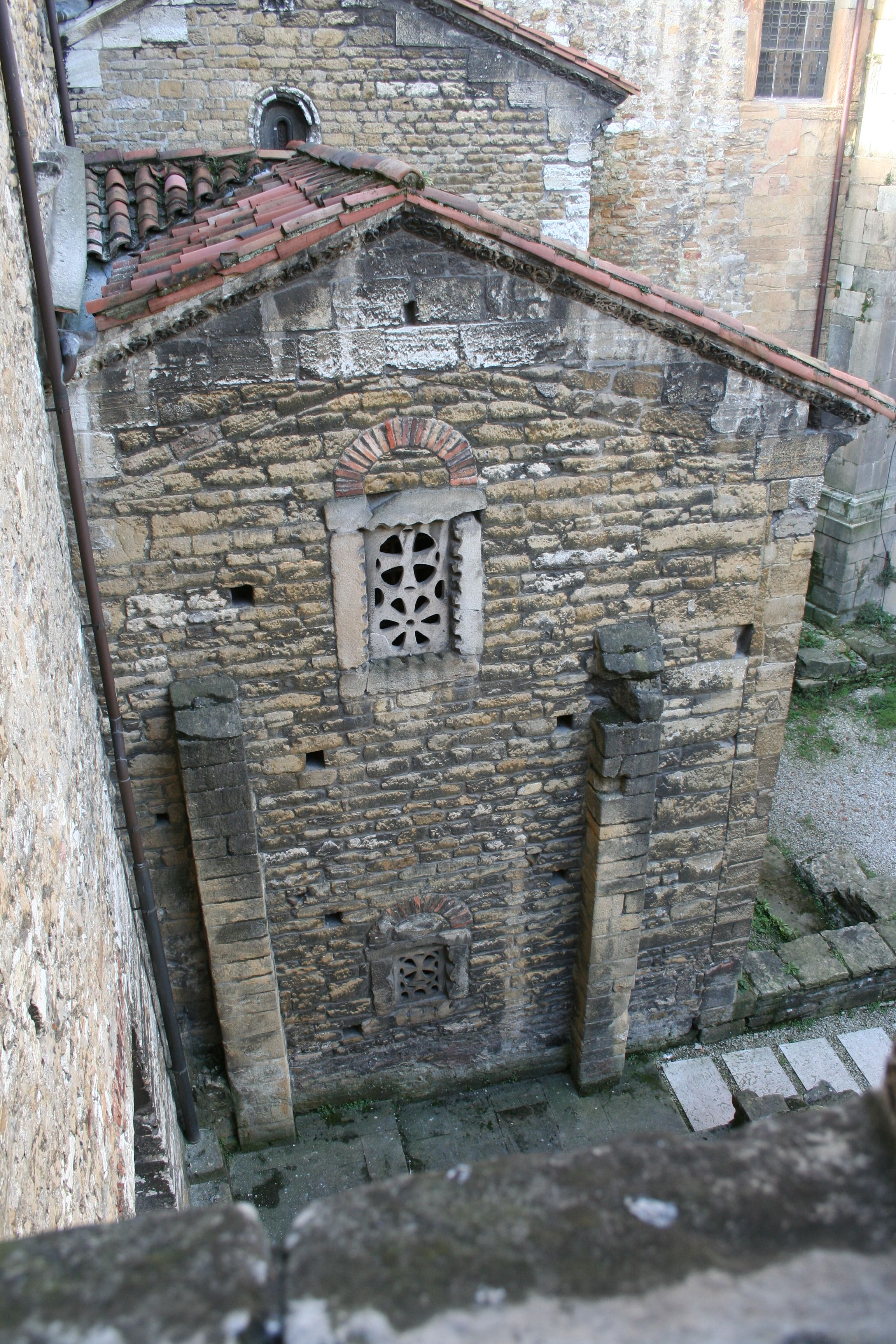
Imagen exterior de la cámara santa y la cripta de santa Leocadia. Podemos ver las dos celosías, la superior correspondiente a la cámara santa o capilla de san Miguel y la inferior perteneciente a la cripta de santa Leocadia.

En una especie de "manifiesto" que preparó para el Grupo de la Democracia Cristiana que sirviese de orientación a los católicos españoles conmocionados especialmente por la muerte de 40 religiosos y por los más de cincuenta edificios religiosos incendiados o saqueados (entre ellos el Palacio Episcopal, el Seminario Diocesano, en el que ardió su biblioteca, la Cámara Santa de la Catedral de Oviedo, de la que Arboleya era el deán de su cabildo) durante la "Comuna Obrera" asturiana, Arboleya hizo un diagnóstico sobre la situación del mundo obrero en relación con la Iglesia y sus organizaciones sociales en el que concluyó: "bien podemos afirmar que hoy el odio feroz a la Iglesia es muy superior al que inspira el Capitalismo" La razón de esto radicaba, según Arboleya, en los errores cometidos por la Iglesia Católica, porque él estaba convencido de que si hubiesen seguido el sindicalismo católico "puro" que él llevaba años defendiendo (unos sindicatos obreros católicos sin injerencias de la patronal y de la jerarquía eclesiástica) la tragedia asturiana se podría haber evitado, por lo que pensaba que los católicos también tenían alguna responsabilidad en lo sucedido. Pero ni la Iglesia católica ni la derecha católica en absoluto lo entendieron así y, como se puede comprobar en el apartado anterior, solo pensaban en la represión como remedio contra la revolución.
Tras la Revolución de Asturias la Iglesia no rectificó su política social y siguió insistiendo en la vía del sindicato católico vinculado a los patronos. Ángel Herrera, presidente de Acción Católica, inició una campaña por toda España para presentar como modelo de "obrero católico y patriótico" a Vicente Madera, líder del fracasado sindicato católico de la Hullera Asturiana, un ejemplo típico del sindicalismo católico que rayaba con el amarillismo, y que el día 5 de octubre había defendido con las armas, junto con 25 compañeros, la sede social del sindicato en la villa de Moreda cuando los revolucionarios intentaron tomarla, y al final había conseguido escapar aprovechando la noche (cuatro resistentes murieron en el intercambio de disparos). En una carta dirigida a su amigo Severino Aznar Arboleya critica esta forma de reaccionar de la Iglesia Católica:

Creerá usted, acaso, que ante tal desastre se oyen voces sensatas pidiendo el abandono del camino que nos condujo a él... Pues se equivoca. Unas cuantas soluciones simplistas —cortar algunas cabezas, castigar a los rebeldes, proceder a un completo desarme... material, etc.— y pare usted de contar. Todos se aprestan a moverse, pero para caminar más deprisa por el mencionado camino. Ya tenemos de nuevo a Vicente Madera Peña hecho un héroe y un salvador, ya tenemos la política en la Federación Agraria y un fantástico Secretariado Social que se funda sin plan y sin preparación alguna.

Nadie, absolutamente nadie, se para a preguntar si este atroz movimiento criminal revolucionario de cerca de 50.000 hombres no tiene más explicación que la consabida malsana propaganda socialista; nadie piensa en que también puede haber tremendas responsabilidades por parte nuestra.

Otros católicos se acordaron de Arboleya, de sus fracasos y de sus predicciones. Don Luigi Sturzo, líder exiliado del Partito Popolare Italiano escribió en un periódico de Friburgo un homenaje a los "demócrata cristianos" españoles Severino Aznar, Ángel Ossorio y Gallardo y el "canónigo Arboleya":

Si se les hubiera escuchado, los católicos españoles no pasarían hoy, a los ojos de los obreros, como defensores de los patronos incluso de los injustos

En la misma línea se expresó el canónigo de la catedral de Valladolid, Alberto Onaindía, que publicó un artículo el 23 de octubre de 1934 en el diario Euskadi, de Bilbao, en el que afirmaba que Arboleya para las clases conservadoras nunca había sido otra cosa que el "cura socialista y el canónigo rojo". Asimismo José de Artetxe escribió a finales de octubre un artículo en El Día, de San Sebastián, en el que afirmaba:

Los dolorosos sucesos de Asturias están previstos claramente, y para vergüenza de los católicos de aquella región, en las obras escritas por la pluma ardorosa de un gran propagandista católico social —Arboleya Martínez, canónigo de la Catedral de Oviedo— que desde hace más de treinta años clamaba en el desierto de la incomprensión profetizando claramente esto de ahora, que los sordos o cosa peor que le rodeaban se empeñaban en no querer vislumbrar

## Valoraciones
Con posterioridad a 1934, ha habido numerosas opiniones y valoraciones de los hechos. El político republicano liberal Salvador de Madariaga, varias veces embajador y ministro en dos de los gobiernos del Partido Republicano Radical presididos por Alejandro Lerroux y apoyados en las Cortes por la CEDA, valoró así la Revolución de 1934:

El alzamiento de 1934 es imperdonable. La decisión presidencial de llamar al poder a la CEDA era inatacable, inevitable y hasta debida desde hacía ya tiempo. El argumento de que José María Gil-Robles intentaba destruir la Constitución para instaurar el fascismo era a la vez hipócrita y falsa. Hipócrita, porque todo el mundo sabía que los socialistas de Largo Caballero estaban arrastrando a los demás a una rebelión contra la Constitución de 1931 sin consideración alguna para lo que se proponía o no Gil-Robles; y, por otra parte, a la vista está que el presidente Companys y la Generalitat entera violaron también la Constitución. ¿Con qué fe vamos a aceptar como heroicos defensores de la República de 1931, contra sus enemigos más o menos ilusorios de la derecha, a aquellos que para defenderla la destruían? Pero el argumento era, además, falso, porque si Gil-Robles hubiera tenido la menor intención de destruir la Constitución del 31 por la violencia, ¿qué mejor ocasión que la que le proporcionaron sus adversarios políticos alzándose contra la misma Constitución en octubre de 1934, precisamente cuando él, desde el poder, pudo, como reacción, haberse declarado en dictadura? Lejos de haber demostrado en los hechos apego al fascismo y desapego al parlamentarismo, Gil-Robles salió de esta crisis convicto y confeso parlamentario, a punto que dejó de ser, si jamás lo había sido, persona grata para los fascistas (...) Con la rebelión de 1934, la izquierda española perdió hasta la sombra de autoridad moral para condenar la rebelión de 1936.
España. Ensayo de historia contemporánea. Espasa-Calpe, Madrid, 1979, pág. 362

El mismo Indalecio Prieto dijo desde México el 1 de mayo de 1942 en su exilio:

Me declaro culpable ante mi conciencia, ante el Partido Socialista y ante España entera, de mi participación de aquel movimiento revolucionario. Lo declaro, como culpa, como pecado, no como gloria. Estoy exento de responsabilidad en la génesis de aquel movimiento, pero la tengo plena en su preparación y desarrollo.

El historiador británico Raymond Carr dijo:

La revolución de octubre es el origen inmediato de la Guerra Civil. La izquierda, sobre todo los socialistas habían rechazado los cauces legales del gobierno; sin embargo el gobierno contra el que se alzaron estaba justificado electoralmente. La izquierda difícilmente podría esgrimir luego el argumento de la “legalidad” para condenar la sublevación militar en julio de 1936 contra un gobierno elegido democráticamente.
Carr, Raymond: Estudios sobre la República y la Guerra Civil. Barcelona, 1973, p. 25.

Por otro lado, el historiador británico Paul Preston ofrece una reflexión muy distinta:

Las intenciones de los socialistas con los sucesos que comenzaron la mañana del 4 de octubre de 1934 eran limitadas y defensivas. Su objetivo era defender el concepto de República desarrollado entre 1931 y 1933 frente a lo que percibían como ambiciones corporativistas de la CEDA. La entrada de la CEDA en el gobierno fue seguida de una proclamación de República independiente en Cataluña que duró diez horas, de una desganada huelga general en Madrid y del establecimiento de una comuna obrera en Asturias. Con la excepción de la revuelta asturiana, que resistió por espacio de dos semanas los violentos combates con las Fuerzas Armadas gracias al terreno montañoso y a la pericia de los mineros, la tónica dominante del «Octubre» español fue su falta de entusiasmo. Ninguno de los hechos ocurridos a lo largo de ese mes, ni siquiera los de Asturias, indicaba que la izquierda estuviera preparando una sublevación a conciencia. Lo cierto es que, en tanto se lograba resolver la crisis, los líderes socialistas se esforzaron por contener el ardor revolucionario de sus seguidores
El holocausto español. Odio y exterminio en la Guerra Civil y después. Barcelona, Ed. Debate, 2011, pág. 128

## Revolucionarios destacados
- Aída Lafuente
- Belarmino Tomás: presidente del Tercer Comité Revolucionario
- Graciano Antuña
- Segundo Blanco
- Ramón González Peña: presidente del Primer Comité Revolucionario
- Teodomiro Menéndez: presidente del Segundo Comité Revolucionario
- Jesús Argüelles «Pichilatu»: único civil ejecutado tras la represión del movimiento revolucionario.